# 한국법제연구원
한국법제연구원(韓國法制硏究院, Korea Legislation Research Institute)은 법제에 관하여 전문적으로 조사ㆍ연구하고 법령정보를 체계적으로 수집ㆍ관리함으로써 국가의 입법정책수립의 지원 및 법령정보의 신속ㆍ정확한 보급과 아울러 법률문화의 향상에 이바지함을 목적으로 1990년 7월 설립된 국무총리(국무조정실) 산하 경제인문사회연구회 소속 법제전문연구기관이다. 세종특별자치시에 있다.

## 설립근거
- '89. 12. 21 한국법제연구원법(법률 제4141호) 공포
- '99. 1. 29 정부출연 연구기관등의 설립ㆍ운영 및 육성에 관한 법률(법률 제5733호) 공포ㆍ시행

## 연혁
- 1989년 12월 21일 한국법제연구원법(법률 제4141호) 공포ㆍ시행
- 1990년 7월 30일 한국법제연구원 설립ㆍ개원
- 1999년 1월 29일 정부출연 연구기관등의 설립ㆍ운영 및 육성에 관한 법률 (법률 제5733호) 공포ㆍ시행
- 2005년 5월 31일 「정부출연연구기관 등의 설립ㆍ운영 및 육성에 관한 법률」(법률 제7573호) 공포ㆍ시행으로 국무총리 산하 경제ㆍ인문사회연구회로 소관 변경
- 2014년 1월 24일 한국법제연구원 세종시 청사 이전 완료
- 2014년 6월 13일 한국법제연구원 세종시 신청사 개관식

## 조직[1]

### 원장실
- 연구자문위원회
- 감사실

#### 부원장실
- 과제감리단
- 30주년기념사업추진단

##### 전략기획실
- 기획평가팀
- 예산기획팀
- 대회협력홍보팀

##### 연구본부
- 기본연구
- 연구지원1팀

##### 혁신법제사업본부
- 법제조사평가팀
- 재정혁신법제팀
- 규제혁신법제팀
- 사회적가치법제팀
- 연구지원2팀

미래법제사업본부
- 글로벌법제전략팀
- 기후변화법제팀
- 통일법제팀
- 연구지원3팀

##### 법령번역센터
- 사업총괄팀 : 대외협력, 용어 및 번역지침 정비
- 번역1팀 : 행정관련법, 자치관련법, 안전관련법
- 번역2팀 : 재정관련법, 국토관련법, 환경관련법
- 번역3팀 : 사회관련법, 문화관련법, 복지관련법

##### 경영지원실
- 인사복지팀
- 재무회계팀
- 지식정보팀